# It Was a Very Good Year
It Was a Very Good Year is een in 1961 door Ervin Drake gecomponeerd nummer.

## Het nummer
Het lied roept herinneringen op aan verschillende typen meisjes waarmee de zanger relaties aan was gegaan in zijn jeugd; toen hij 17 was de "small-town girls on the village green"", op 21-jarige leeftijd " city girls who lived up the stair" en op zijn 35e "blue-blooded girls of independent means". Elke van deze jaren worden als een "very good year" beschreven. Nu de lyrische ik ouder is geworden kijkt hij op zijn leven terug "as vintage wine". Al zijn romances deden hem goed, als een wijn uit een goed jaar.

## Geschiedenis
Ervin Drake schreef It Was a Very Good Year oorspronkelijk voor Bob Shane van het Kingston Trio. Het oorspronkelijke nummer was als een flamenco opgebouwd. Het nummer was terug te vinden op het Kingston Trio album Going Places uit 1961.
Nadat Frank Sinatra deze versie van het nummer hoorde, besloot hij om zijn eigen versie op te nemen. De liveopname werd op beeld gezet door CBS News die Sinatra een aantal maanden volgden. In deze opname vertelt Sinatra dat hij de versie van het Kingston Trio in de auto hoorde en het een goed nummer voor een nieuw album vond. Sinatra's versie bereikte een 28e plaats in de Billboard Hot 100 en Sinatra ontving een Grammy Award for Best Vocal Male Performance voor het nummer.
Het lied werd na de meest succesvolle versie van Frank Sinatra nog talloze malen gecoverd, waaronder door The Turtles, Wes Montgomery, Gábor Szabó, Lou Rawls, Robbie Williams, Paul Young en Ray Charles.

## Trivia
- In de aflevering Duffless van The Simpsons zingt Homer een parodie op het nummer onder de titel "I Drank Some Very Good Beer". In dit lied herinnert Homer zich hoe hij zijn eerste biertje kocht door gebruik te maken van een valse identiteitskaart.
- In de aflevering Guy Walks Into A Psychiatrists Office..., de eerste aflevering van het tweede seizoen van The Sopranos, is het nummer prominent aanwezig in de openingsscène. Het hele nummer wordt gespeeld onder beeldmateriaal dat toont hoe het de belangrijkste personages uit de serie is vergaan na het aflopen van seizoen één.
- Michael Jackson zong in 1970 een parodie op het nummer in een sketch met Diana Ross in een Diana! TV Special, een tv-programma van Diana Ross.
- Paul de Munnik coverde dit lied als Goed Jaar, voor zijn gelijknamige album (2018).

## NPO Radio 2 Top 2000
| Nummer met noteringen in de NPO Radio 2 Top 2000 | '05  | '06 | '07 | '08  | '09  | '10 | '11 | '12  | '13 | '14 | '15 | '16  | '17  | '18  | '19  | '20  | '21  | '22  |
| ------------------------------------------------ | ---- | --- | --- | ---- | ---- | --- | --- | ---- | --- | --- | --- | ---- | ---- | ---- | ---- | ---- | ---- | ---- |
| It Was a Very Good Year                          | 1315 | 737 | 749 | 1196 | 1021 | 898 | 638 | 1018 | 828 | 869 | 818 | 1185 | 1287 | 1299 | 1524 | 1689 | 1844 | 1998 |

1. ↑  Een vetgedrukt getal geeft de hoogste notering aan.
2. ↑  2005 was het eerste jaar met een notering voor dit nummer.
3. ↑  Deze tabel is bijgewerkt tot en met de laatste editie (2024).